# Werner Plath (Manager)
Werner Plath (* 10. Dezember 1902 in Stettin; † 18. November 1971 in Lübeck) war ein deutscher Versicherungsmanager. Als Funktionär leitete er zwischen 1953 und 1958 als dritter Präsident den Gesamtverband der Deutschen Versicherungswirtschaft.

## Werdegang
Der Sohn eines studierte an der Universität Tübingen und der Universität Kiel Rechts- und Staatswissenschaften. 1922 wurde er Mitglied des Corps Rhenania Tübingen. Nach dem Assessorexamen promovierte Platz in Rechtswissenschaften. Ab 1929 war er für die in Stettin ansässige Versicherungsgesellschaft National tätig, bei der er zunächst die Haftpflichtprozess- und später die Unfall- und  Haftpflichtversicherungsabteilungen leitete. Im Jahre 1936 wurde er stellvertretendes Vorstandsmitglied der Sachversicherungsgesellschaft National Allgemeine, ab 1938 saß er in den Vorständen aller drei National-Gesellschaften, die neben der Sachversicherungsgesellschaft aus der National Lebensversicherung und der Stettiner Rückversicherung bestanden, und rückte zum Stellvertreter des Vorstandsvorsitzenden Bruno Stieringer auf. Nach dem Ende des Zweiten Weltkrieges bauten die beiden in dieser Personalkonstellation das Unternehmen wieder auf, das seinen Sitz nach Lübeck verlagerte. 1947 beerbte Plath Stieringer als Vorsitzender des Versicherungsgruppe und leitete das Unternehmen bis 1969, als es von der Colonia übernommen wurde.
Neben seiner Tätigkeit für die National engagierte sich Platz auch in verschiedenen Interessenorganisationen. 1953 folgte er Karl Haus als Präsident des GDV, fünf Jahre später übergab er das Amt an Rolf Raiser. 1950 hatte er beim GDV-Treffen in Bad Kissingen die Gründung des Arbeitgeberverbands der Versicherungsunternehmen in Deutschland initiiert. In Lübeck war Plath 1959–1964 Präses der Kaufmannschaft zu Lübeck.